# Бура Дар'я Миколаївна
Дар'я Миколаївна Бура (нар. 21 жовтня 1988, м. Дніпродзержинськ Дніпропетровської області) — українська журналістка, письменниця, радіоведуча та волонтерка. Як військова журналістка авторка репортажів про російсько-українську війну, інтерв'ю з військовими та книг. Як журналістка працювала на телеканалі ZIK, у БФ «Повернись живим» (2015—2017), у виданнях Іpress.ua, «Без броні», «Новинарня» та на радіостанціях «Армія FM» (2018—2020) і «Радіо ПЕРШЕ». З 2024 року знову працює радіоведучою на «Армія FM». Авторка низки книжок про російсько-українську війну та боротьбу людей, як військових та цивільних.

## Біографія

### Ранні роки
Дар'я Бура народилася 21 жовтня 1988 року у м. Дніпродзержинськ (тепер — Кам'янське) Дніпропетровської області.
З 2008 року почала працювати в журналістиці як позаштатний кореспондент низки львівських ЗМІ.
У 2010 році завершила навчання в Українській академії друкарства у м. Львові, де здобула фах редактора
У 2014 році вона працювала у львівській редакції сайту телеканалу «24», а пізніше на львівському телеканалі ZIK, коли він ще не належав Віктору Медведчуку. Того року ж почала писати про війну на сході України як авторка репортажів та інтерв'ю з військовими.

### Військова журналістика
З 2014 року займається волонтерством. Спочатку як волонтерка благодійного фонду «Повернись живим». У 2015 році Дар'я Бура погодилася як волонтерка поїхати до Донбас на передову, щоби писати для БФ «Повернись живим». З кінця того ж року перебувала у зоні бойових дій як журналістка та волонтерка БФ «Повернись живим». За словами Дар'ї Бурої, її перший текст мав бути про Володимира Кияна («Тайфуна»), але довелося через його загибель писати не інтерв'ю, а некролог. У перший же день на Донеччині вона потрапила на передову в районі Зайцевого, під Горлівкою. Після повернення до Львова вона написала на основі побаченого близько 10 текстів.
Після цього Віталій Дейнега запропонував їй переїхати до Слов'янська, щоби їздити у зону бойових дій, а також передавати волонтерську допомогу військовим. За місяць після попередньої поїздки Дар'я Бура переїхала жити на Донеччину, до Слов'янська, де спочатку вона оселилася у гуртожитку Донбаського державного педагогічного університету. Загалом у Слов'янську вона провела вісім місяців. За цей час об'їздила всю прифронтову територію — від Маріуполя до півночі Луганщини.
Після Слов'янська вона певний час мешкала у Харкові, який, за її словами, був комфортний для неї, а згодом переїхала до Києва.
Дар'я Бура працювала у фонді «Повернись живим» до 2017 року, коли в неї, за її словами, сталося вигорання, і хотілося працювати в мирній та цивільній журналістиці. Хоча вона згодом шкодувала, що пішла з фонду. Після цього працювала позаштатною журналісткою, оглядачкою у виданнях Іpress.ua, Факти.ictv.ua, хоча продовжувала писати матеріали для БФ «Повернись живим», що робить і нині.
У березні 2018 року Дар'я Бура стала радіоведучою на військовому радіо Міністерства оборони України «Армія FM», і працювала тут до 2020 року. За її авторства виходили радіопрограми «Після фронту», «Вони обрали Україну», а також під час ранкового шоу. Вона продовжувала їздити на лінію фронту російсько-української війни, звідки проводила прямі ефіри з військовими. З 2019 року працювала у виданнях «Без броні» та «Новинарня».
Як військова журналістка Дар'я Бура працювала до 2020 року. Також в цей час вона почала працювати з ветеранами російсько-української війни, проблемою повернення людини з району бойових дій та способами адаптації ветеранів до мирного життя Крім того, вона залучена в різних проєктах, які працюють над реінтеграцією та адаптацією ветеранів після участі у бойових діях.
У 2021 році записала серію подкастів «Точка повернення» в рамках проєкту The Ukrainians

### Під час широкомасштабного вторгнення
Після початку російського широкомасштабного вторгнення до України у лютому 2022 року Дар'я Бура відкрила волонтерський рахунок та збирала гроші на допомогу для військових. На ці гроші станом на лютий 2024 року придбали форму, амуніцію, 5 автомобілів для підрозділів її знайомих, а інколи прямо допомагали грошима різним підрозділам. За словами Дар'ї Бурої, на початку 2024 року у неї вже не було сил на волонтерство, можливо, через вигорання, проте вона не може нічого не робити.
Станом на 2022—2023 роки Дар'я Бура працювала радіоведучою на «Радіо ПЕРШЕ», зокрема, програми «Покоління сміливців», писала матеріали для видань «Без броні: єдина база ініціатив для ветеранів» та «BitukMedia».
У 2023 році Дар'ю Буру запросили записувати історії української команди на «Іграх нескорених», і продовжила працювати з командою у 2024 році.
Влітку 2024 році Дар'я Бура повернулася на радіо «Армія FM», де як ведуча та авторка веде передачу «Ігри нескорених. Зсередини», розповідаючи про українців на «Іграх нескорених», про тренерів та загалом усю команду, а також про реабілітацію через спорт.

### Письменництво
Дар'я Бура з 2014 року співпрацює з видавництвом «Фоліо». Після звільнення з фонду «Повернись живим» вона написала низку книжок, зокрема, про в'язнів донецьких і луганських терористів, про Віталія Марківа та тритомник «Хроніка війни 2014—2020». Історія книги «Ізоляція» почалася У березні 2020 року, коли вона почала записувати інтерв'ю зі звільненими в кінці грудня 2019 року з полону українцями, і ці історії увійшли до книги.
Після початку російського широкомасштабного вторгнення до України у лютому 2022 року як письменниця пише книги про міста, людей та про боротьбу кожного. Видавництво «Фоліо» вирішило видати книги про міста-герої України. Дар'я Бура написала книжки про Чернігів та Харків. За словами Дар'ї Бурої, вона до липня 2022 року та написання книги ніколи не було у Чернігові.
Книга Дар'ї Бурої у співавторстві з Євгенією Подобною увійшла до списку найкращих українських нонфікшн-книжок 2022 року від Українського ПЕН, до списку 20 книжок, присвячених російсько-українській війні за версією MediaSapiens та до списку 13 нових книжок про війну за версію видання Mind.ua.

## Творчий доробок
- Вовк І., Бура Д. Ізоляція. Таємні в'язниці Донбасу в оповідях врятованих від тортур та смерті / Ірина Вовк, Дар'я Бура; худож.-оформлювач О. Гугалова-Мєшкова. — Харків: Фоліо, 2020. — 348 с.: іл. — (Хроніка). — ISBN 978-966-03-9270-0.
- Бура Дар'я. Віталій Марків / Дар'я Бура. — Харків: Фоліо, 2020. — 153 с. — (Справжні герої). (перевидано у 2021 році)
- Бура Д. М., Красовицький О. В. Хроніка війни 2014—2020. У 3 т. Т.1: Від Майдану до Іловайська / Дар'я Миколаївна Бура, Олександр Віталійович Красовицький. — Харків: Фоліо, 2020. — 478 с. — (Хроніка). — ISBN 978-966-03-9500-8.
- Бура Д. М., Красовицький О. В. Хроніка війни 2014—2020. У 3 т. Т.2: Від першого до другого «Мінська» / Дар'я Миколаївна Бура, Олександр Віталійович Красовицький. — Харків: Фоліо, 2020. — 474 с. — (Хроніка). — ISBN 978-966-03-9501-5.
- Бура Д. М., Красовицький О. В. Хроніка війни 2014—2020. У 3 т. Т.3: П'ять років гібридної війни / Дар'я Миколаївна Бура, Олександр Віталійович Красовицький. — Харків: Фоліо, 2020. — 478 с. — (Хроніка). — ISBN 978-966-03-9502-2.
- Бура Д. М., Подобна Є. В. Лютий лютий 2022: свідчення про перші дні вторгнення / Дар'я Бура, Євгенія Подобна. — Харків: Фоліо, 2022. — 189 с. — (Воєнні щоденники).
- Бура Д. М. Місто-герой Чернігів / Дар'я Бура. — Харків: Фоліо, 2022. — 219 с. — ISBN 978-617-7012-87-9.
- Бура Д. М., Бутусов Ю. Є. Битва за Харків: 2014 р. / Дар'я Бура, Юрій Бутусов. — Харків: Фоліо, 2023. — 477, [1] с. — (Хроніка). — ISBN 978-617-551-244-9.
- Бура Дар'я. Чернігів. Чотирикутник єдності / Дар'я Бура. — Харків: Фоліо, 2023. — 224 с. — (Фронтир). — ISBN 978-617-551-246-3. (Також вийшла англійською мовою)[18].
- Бура Д. М. Місто-герой Харків. 28 історій незламності / Дар'я Бура; худож.-оформлювач О. А. Гугалова-Мєшкова. — Харків: Фоліо, 2023. — 352 с. — (Фронтир). — ISBN 978-617-551-547-1.